# Cosmoclostis brachybela
Cosmoclostis brachybela is een vlinder uit de familie vedermotten (Pterophoridae). De wetenschappelijke naam van deze soort is voor het eerst geldig gepubliceerd in 1947 door Fletcher D. S..
De soort komt voor in tropisch Afrika.